# Марбеля
Марбеля или Марбея (на испански: Marbella) е морски курортен град в Андалусия, Испания. Намира се на брега на Средиземно море под връх Ла Конча. През 2000 г. градът има население от 98 823 жители, а през 2004 г. – 116 234.
Марбеля е главен морски комплекс на Коста дел Сол. Градът е известен с това, че е често посещаван от богати и известни личности, също така и с това, че е любима дестинация на заможни туристи от северна Европа, особено от Великобритания, Ирландия и Германия. В близост до града има множество голф игрища.
От Марбеля лесно се достига с автобус до места като Малага и Алхесирас. До града също достига и магистрала А7, а най-близкото летище е в Малага.

## История
Археологически проучвания са били направении в планините около Марбеля. Намерени са останки от финикийски и картагенски древни градове в местността Рио Реал. В римски времена градът е наричан „Салдуба“ („Соления град“).
По времето, когато градът е под ислямска власт, е построен замък, обграден със защитна стена.
През четиридесетте години на XX век Марбеля е само малко село с 900 жители. През 1954 г. принц Макс Егон цу Хохенлох-Лангенбург открива хотел-клуб „Марбеля“, който представлявал традиционен комплекс с ниски къщички, разположени между 23 000 дървета. Скоро той убеждава и други знатни европейски семейства да прекарват ваканциите си в Марбеля, като се насладят на дискретния лукс.